# Девятнин, Александр Петрович
Александр Петрович Девятнин (22 июля (3 августа) 1800 — 16 (28) января 1849) — русский инженер путей сообщения, инженер-генерал-лейтенант.

## Биография
Родился 22 июля (3 августа) 1800 года.
В 1817 году стал первым в списке выпускников Института Корпуса инженеров путей сообщения. В 1819 году был составлен «План Бетанкура» — план Санкт-Петербурга, впервые разработанный с использованием геодезических приборов, ставший основой развития застройки города в 1820—1840-х гг. Старшим группы геодезистов был Александр Петрович Девятнин.
Состоял в чине инженер-полковника адъютантом главноуправляющего путями сообщения герцога Александра Вюртембергского. Согласно воспоминаниям А. И. Дельвига, сопровождал в 1833 году умиравшего герцога Вюртембергского за границу и получил от него письмо к Николаю I, в котором герцог просил императора "наградить Девятнина за его отличную при нем службу". Получивший право выбора награды, Девятнин испросил генеральский чин и 9 октября 1833 года был произведён в генерал-майоры, несмотря на возражения со стороны нового главноуправляющего путями сообщения К. Ф. Толя, находившего его слишком молодым и предлагавшего ему выбрать орден Святого Владимира 3-й степени или денежную аренду.
С производством в генералы Девятнин был назначен состоять по особым поручениям при главноуправляющем, а с 6 декабря 1834 года по 31 октября 1839 года занимал пост директора Департамента путей сообщения. 17 апреля 1837 года произведён в инженер-генерал-лейтенанты.
С 31 октября 1839 года он являлся товарищем главноуправляющего путями сообщений и публичных зданий графа К. Ф. Толя. После смерти Толя Девятнин с апреля по август 1842 года, до назначения П. А. Клейнмихеля, исправлял обязанности главноуправляющего.
29 октября 1842 года Девятнин был назначен членом Совета Департамента путей сообщения и оставался в этой должности до конца жизни.
Скончался 16 (28) января 1849 года в Санкт-Петербурге. Похоронен на Волковом православном кладбище.
Девятнин был в родственных связях с женой декабриста Артамона Захаровича Муравьёва, Верой Алексеевной.

## Награды
- Орден Святого Владимира 4-й степени (29.02.1825)
- Орден Святой Анны 2-й степени (05.01.1827; алмазные знаки этого ордена пожалованы 11.01.1829)
- Орден Св. Станислава 1-й степени (30.08.1834)
- Орден Св. Анны 1-й степени (25.03.1839; императорская корона к этому ордену пожалована 18.04.1842)